# Assunta Meloni
Assunta Meloni (* 21. April 1951 in San Marino) ist eine Politikerin aus San Marino. Sie war vom 1. Oktober 2008 bis 1. April 2009 gemeinsam mit Ernesto Benedettini Capitano Reggente (Staatsoberhaupt) von San Marino.

## Leben
Meloni hat einen Abschluss in Sprachen und fremdsprachiger Literatur der Universität La Sapienza in Rom. Anschließend absolvierte sie ein zweijähriges Englischstudium an der Universität Urbino. Von Beruf Mittelschullehrerin lehrte sie an der historischen und der erziehungswissenschaftlichen Fakultät der Universität von San Marino. Von 1996 bis 2005 war sie Vorsitzende der onkologischen Vereinigung San Marinos. Sie ist verheiratet und hat zwei Kinder.

## Politik
Seit 2005 Mitglied der Alleanza Popolare, wurde sie 2006 erstmals in den Consiglio Grande e Generale, das Parlament San Marinos, gewählt. 2008 wurde sie erneut auf der Liste der AP gewählt. Sie war Mitglied des Finanz- und Gesundheitsausschusses. Seit April 2011 ist sie Mitglied der Parlamentarischen Versammlung des Europarates, ab Oktober 2006 war sie bereits stellvertretendes Mitglied. Zwischen 2005 und 2008 leitete sie Controluce, die Parteizeitung der Alleanza Popolare. Meloni wurde für die Periode vom 1. Oktober 2008 bis 1. April 2009 zusammen mit Ernesto Benedettini zu den Capitani Reggenti, den Staatsoberhäuptern von San Marino gewählt.